# Pedro J. Ramírez
Pedro José Ramírez Codina (Logroño, 26 de marzo de 1952) es un periodista español, actual director del diario digital El Español y anteriormente director de El Mundo y Diario 16.

## Carrera profesional

### Juventud y formación
Estudió primaria y enseñanza media en el colegio de los Hermanos Maristas de Logroño durante 13 años. Cursó primero de Derecho al tiempo que estudiaba Periodismo en la Universidad de Navarra, finalizando esta segunda carrera. En 1973 se mudó a Estados Unidos para ejercer durante el curso 1973-1974 como profesor de Literatura española contemporánea en el Lebanon Valley College (Pensilvania), que en 1996 le nombraría doctor honoris causa.

### Inicios profesionales

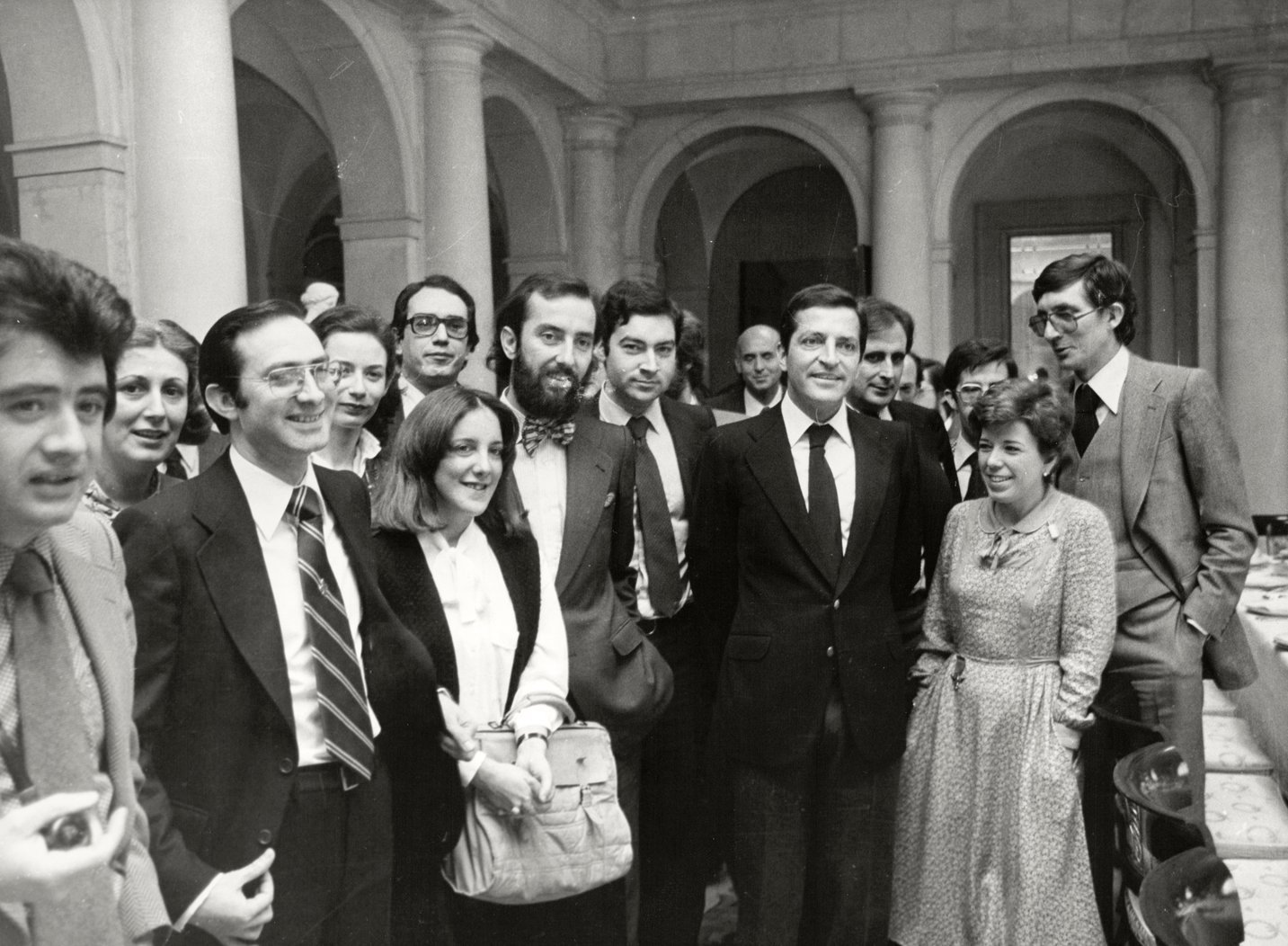
Fotografiado en 1979 junto a otros periodistas y Adolfo Suárez, por entonces presidente del Gobierno de España.

Tras regresar de Estados Unidos, recala en la revista semanal La Actualidad Española, donde trabaja entre 1974 y 1975. Posteriormente, entre 1975 y 1980 trabaja en ABC y el 17 de junio de 1980 con veintiocho años, es nombrado director de Diario 16, que atravesaba en ese momento por serias dificultades. Bajo su dirección no solo evitó el temido cierre, sino que el periódico se convirtió en uno de los tres grandes de tirada nacional.
En 1986 fue nombrado director de publicaciones del Grupo 16. Fue elegido Presidente en España del Instituto Internacional de Prensa (IPI) y en septiembre de 1988 fue nombrado miembro del comité ejecutivo del mismo. El 8 de marzo de 1989 cesó de su cargo de director de Diario 16, según sus declaraciones por negarse a silenciar la estrecha vinculación entre el grupo terrorista GAL y el Gobierno de Felipe González, que finalmente quedaría probada.
Su trayectoria al frente de Diario 16 se vio oscurecida por numerosos procesos por las injurias, falsedades y calumnias cargadas contra él y contra el periódico. La más grave, sentenciada por el Tribunal Supremo el 4 de octubre de 1993, le condenaba personalmente a una pena de privación de libertad e inhabilitación para el ejercicio de la profesión periodística. Dicha sentencia fue recurrida por Pedro J. Ramírez y algunos de los condenados ante el Tribunal Constitucional, que el 14 de octubre de 1998 confirmó la misma en todos sus extremos (Sala Segunda, sentencia 200/1998), denegando el amparo solicitado por el periodista.

### El Mundo
El 23 de octubre de 1989, siete meses después de ser destituido de Diario 16, fundó junto a Alfonso de Salas, Balbino Fraga y Juan González el diario El Mundo del siglo XXI, que se definía como de tendencia liberal, y que una década después se convertiría en uno de los diarios de mayor tirada de España.
Durante la década de 1990, El Mundo destacó por sus investigaciones sobre los escándalos de corrupción de los sucesivos gobiernos socialistas y también, especialmente, por sus revelaciones exclusivas sobre los Grupos Antiterroristas de Liberación (GAL), en el que se demostró judicialmente que funcionarios del gobierno español habían organizado un grupo terrorista para asesinar a miembros de ETA.
El 20 de junio de 2002 los principales sindicatos convocan una huelga general que es secundada por buena parte de la plantilla de El Mundo, y se organizan piquetes que se concentraron en el entorno de la rotativa situada en Torrejón de Ardoz, tratando de impedir el reparto de la tirada. La salida de los ejemplares se realizó gracias a furgonetas policiales que trasladaron los paquetes a un punto de distribución seguro.
Este evento dio lugar a una denuncia interpuesta por Francisco Frechoso (redactor jefe de cierre del diario El Mundo), uno de los redactores que secundaron la huelga y que el 21 de junio participó en un programa de tertulias (La mirada crítica) durante el cual afirmó que el periódico había desinformado sobre la incidencia de la huelga en la redacción, criticando que la Policía hubiera trasladado los ejemplares del periódico a un punto de distribución seguro debido a los piquetes existentes en la puerta de la rotativa. Esto dio lugar a que se le denegara por parte de la dirección de El Mundo, la asistencia a dicha tertulia en el futuro, alegando como razón que «se velará por la aplicación del criterio ya vigente de que ningún trabajador debe aprovechar su presencia en otros medios para lesionar los intereses de su propio periódico», lo cual originó la denuncia de Francisco Frechoso.
La sentencia emitida el 26 de mayo de 2003 fue contraria a Francisco Frechoso, quien elevó un recurso de súplica que también perdió, el 28 de diciembre de 2004. Finalmente, el 21 de mayo de 2007 y como resultado de un recurso de amparo, el Tribunal Constitucional dictó sentencia a favor de Frechoso, reconociendo su derecho a la libertad de expresión.
Desde ese año 2004 hasta 2014, fue muy beligerante contra la versión oficial de los atentados yihadistas del 11 M, desarrollando y apoyando las teorías de la conspiración del 11M, a pesar de que en su mismo periódico El Mundo, el 12 de marzo de 2004, un día después de los atentados yihadistas, publicó la noticia de la reivindicacion por Al Quaeda de la autoría del atentado. También, El Mundo publicó el 19 de octubre de 2003 la amenaza directa y personal de Bin Laden a España. También era conocida en los ámbitos periodísticos la certera nota informativa del Centro Nacional de Inteligencia (CNI) de 6 de noviembre de 2003 (Documento C/ 15697) en la que alertaba de atentados yihadistas en España.
En esta gresca mediática, El Mundo que dirigía, junto a otros periódicos digitales y la COPE, apoyó al Partido Popular, llegando a calificar al fiscal Javier Zaragoza de "caradura" por no seguir la estela de sus teorías en el juicio del 11 M. Como director de El Mundo presentó una querella contra mandos de Policía Científica por el caso del ácido bórico.
Con motivo de la publicación del libro Titadyn, el 2 de junio de 2009 (cinco años después de los atentados y con sentencias  de Audiencia Nacional (2007) y Tribunal Supremo (2008) publicadas), emulando la misiva que Emile Zola publicó en 1898, escribe un artículo titulado «Yo acuso (España 2009)», en el que acusa a jueces, fiscales, policías y guardias civiles de ocultar y manipular pruebas. En este artículo y en la presentación del libro, junto a Casimiro García Abadillo, trata de justificar que en los atentados de los trenes de cercanías los autores habían utilizado dinamita Titadyn (dinamita utilizada por ETA). A la presentación de dicho libro solo acudieron los dirigentes del PP: María Dolores de Cospedal (secretaria general) y Jorge Moragas (miembro del comité ejecutivo) que en 2009 aún no habían sido capaces de desconectar con las teorías de la conspiración del 11M.
En el 20 aniversario el Juez Bermúdez, presidente de la Sala que dictó sentencia, puso en evidencia la ridiculez de las "teorías de la conspiración del 11-M 
En julio de 2005 se abrió una causa contra él por negarse a entregar al juez Juan del Olmo la copia del sumario del juicio por los atentados del 11 de marzo de 2004 que obraba en su poder. El 13 de septiembre del mismo año, la causa fue archivada en base al artículo 20 de la Constitución que, estableciendo el derecho a informar libremente, ampara la actitud del periodista.
En verano de 2005, una manifestación encabezada por el diputado de Esquerra Republicana de Catalunya Joan Puig entró en una piscina de su propiedad, protestando por la construcción de la misma en terrenos públicos contraviniendo la Ley de Costas. Este suceso y la manera de llevarlo a cabo (el diputado se bañó en la piscina con el carné de diputado en la boca) tuvieron una amplia repercusión mediática, situando de nuevo a Pedro J. Ramírez en el centro de la polémica.
A partir de septiembre de 2010 comienza a presentar el programa de televisión La vuelta al mundo en VEO7. Asimismo, es contertulio habitual de distintos programas de televisión como el programa matinal diario de la COPE, Así son las mañanas, dirigido y presentado por Ernesto Sáenz de Buruaga y el programa semanal de Televisión Española 59 segundos.
En sus últimos años como director promovió el lanzamiento de Orbyt, una plataforma digital de contenidos de pago, y El Mundo de La Tarde, un diario digital vespertino. También mantuvo su perfil de investigación de casos de corrupción, como la presunta financiación ilegal del Partido Popular o el Caso Nóos, que afectaba a la Infanta Cristina.
El 30 de enero de 2014 fue cesado como director de El Mundo, pasando a ser un colaborador del periódico. Fue sucedido en la dirección por Casimiro García-Abadillo. Pedro J. Ramírez se mostró crítico con su cese, llegando a afirmar que su salida de El Mundo se debía a «presiones de los poderes», «tras una brutal campaña del gobierno».
El 2019, David Jiménez, director de El Mundo (mayo de 2015-mayo de 2016), publicó el libro El Director, donde critica abiertamente la posición del periódico El Mundo a la hora de crear y desarrollar las "teorías de la conspiración del 11 M". En las páginas 63 y 64, alude expresamente a la postura radical e inconcebible mantenida por Pedro J Ramírez, censurando a quien no compartía sus teorías.
Con motivo del 20 aniversario, se volvieron a reproducir críticas contundentes a las teorías de la conspiración del 11-M reproducidas por Pedro J, tanto en libros  

### El Español
Desde su fundación en octubre de 2015, Pedro J. Ramírez dirige El Español, que ha sumado alianzas con medios como Diario de Avisos, Navarra.com y Crónica Global.

## Controversias

### Elescándalo del vídeo
Su vida privada también ha estado salpicada de cierto escándalo. A principios de octubre de 1997, numerosas personas de relevancia pública recibieron en un sobre con remite falso, un vídeo que contenía escenas de prácticas sexuales entre Pedro J. Ramírez y una mujer. Se adjuntaba una declaración manuscrita de una ciudadana de origen ecuatoguineano, Exuperancia Rapú Muebake, asegurando que los protagonistas de la filmación eran ella misma y el director de El Mundo.
Los medios de comunicación, a excepción del diario Ya y de algunas crípticas alusiones en tertulias radiofónicas, soslayaron este asunto hasta que, el 16 de octubre, Pedro J. Ramírez presentó una denuncia por un presunto delito de revelación de secretos relativos a su vida sexual.
La grabación fue realizada mediante cámara oculta y según El Mundo, había sido preparada con el objetivo de tender una trampa a Ramírez para así desacreditarlo y poder neutralizar la posición de El Mundo de cara a un próximo juicio sobre los GAL. Los responsables, entre los que figuraban un ex gobernador civil de Guipúzcoa, José Ramón Goñi Tirapu, y el abogado José Emilio Rodríguez Menéndez, fueron condenados por sentencia judicial firme a entre 2 y 4 años de prisión, por intromisión en la intimidad de Pedro J. Ramírez.

### Fiesta de alta sociedad en pandemia por la COVID-19
El 27 de octubre de 2020, en plena segunda ola de contagios por la COVID-19 en España, habiéndose impuesto un toque de queda nocturno y la prohibición de permanecer más de seis personas ajenas al propio hogar en un mismo espacio cerrado, Pedro J. Ramírez organizó en el Casino de Madrid una entrega de premios y fiesta de alta sociedad con motivo del quinto aniversario de El Español, a la que asistirían aproximadamente 150 personas.
En esta fiesta se encontrarían numerosas personalidades de todos los ámbitos del poder en España. Entre otras, se citaron ministros como Salvador Illa o Margarita Robles, políticos de la oposición nacional como Pablo Casado o Inés Arrimadas, presidentes de autonomías como Isabel Díaz Ayuso o Emiliano García-Page, el alcalde de Madrid, José Luis Martínez-Almeida, el JEMAD, Miguel Ángel Villaroya y el presidente del Real Madrid, Florentino Pérez, así como numerosos altos cargos de las mayores empresas de España, como Antonio Huertas, presidente de Mapfre, Francisco Reynés, presidente ejecutivo de Naturgy, Isaías Táboas, presidente de Renfe o Antonio Coimbra, presidente de Vodafone España.
Debido al incumplimiento de las prohibiciones vigentes, incluyendo el hecho de que algunos asistentes estuvieran por momentos sin mascarilla sin causa justificada, esta fiesta fue duramente criticada por la opinión pública en redes sociales, así como por partidos como Vox y Unidas Podemos (los ministros en el poder de este último partido declinaron el ofrecimiento de ir).
Pedro J. Ramírez, en respuesta, atacó a Podemos y a Vox, así como a los «desaforados» de las redes sociales. Adujo que su evento fue "más digno de encomio que de crítica", y recomendó «cuidado con las mentiras interesadas, el fanatismo y la envidia», mientras se defendía asegurando que en la fiesta se respetó un aforo del 33 % y que sólo hubo 80 invitados (sin contar al personal de seguridad y hostelería para este último cálculo). Por su parte, Salvador Illa (a la sazón ministro de Sanidad de España) y Martínez-Almeida pidieron disculpas por su asistencia.

### Polémicas
El 13 de agosto de 1994, Ramírez junto con un grupo de periodistas y escritores, entre los que se encontraba el abogado republicano Antonio García-Trevijano, fundó la Asociación de Escritores y Periodistas Independientes (AEPI), con el fin de coordinar la denuncia de la corrupción política y los crímenes de Estado del Gobierno de Felipe González. El día 22 de ese mismo mes, José Luis de Vilallonga publicó un artículo en La Vanguardia, en el cual, acusó a García-Trevijano de estar organizando una «confabulación que pretende desestabilizar al Gobierno de Felipe González, provocar la abdicación del rey y proclamar una república», de la cual sería nombrado presidente el expresado abogado. Según Vilallonga, los aliados de García-Trevijano en esta supuesta trama eran el director del diario El Mundo, Pedro J. Ramírez, y el famoso banquero Mario Conde. La acusación de Vilallonga fue inmediatamente respondida por Pedro J., calificándola de «disparate» y «mentira injuriosa», que no buscaba más que desprestigiar a la naciente AEPI.
En 2011, el periodista Luis del Olmo tuvo algunos encontronazos con Pedro J. Ramírez con motivo de las informaciones del diario El Mundo sobre el juez Baltasar Garzón, amigo de Luis del Olmo, llamándolo despectivamente «Pedro "Jeta" Ramírez» y «mentiroso», y en otras ocasiones "manipulador".
En 2009, José Díaz Herrera, periodista de investigación, que trabajó varios años con Pedro J. Ramírez, publicó un libro, Pedro J. Ramírez al desnudo, en el que describe el perfil y la trayectoria de este periodista, dedicando dos capítulos (XXXII y XXXIII) a su participación en las teorías de la conspiración del 11 M.

## Premios
- 1981. Oscar de Oro de la Comunicación al Mejor Hombre de la Información
- 1983. Mejor periodista del año (Tertulia de radio Mundo Abierto)
- 1983. Premio Libertad como director de "Diario 16" (Club Liberal 1812)
- 1984. premio Liderman al mejor director de periódicos.
- 1991. Premio Víctor de la Serna a la mejor labor periodística (Asociación de la Prensa de Madrid)
- 1992. Premio Mariano José de Larra (Tertulia Mundo Abierto)
- 1995. Premio Libertad de expresión (Fundación León Felipe)
- 1998. Medalla de La Rioja (Gobierno de La Rioja)
- 2006. Premio Montaigne (Universidad de Tubinga, Alemania)
- 2007. Premio Internacional de Periodismo Isaiah Berlin
- 2013. First Amendment Award otorgado por los Eisenhower Fellows españoles.

## Obra literaria
- Así se ganaron las elecciones. (1979) ISBN 978-84-320-0288-5 e ISBN 978-84-287-0488-5
- Prensa y libertad. (1980) ISBN 978-84-7209-104-7
- Todo un rey. (1981) (en colaboración con los periodistas Pilar Cernuda, José Oneto y Ramón Pi) ISBN 978-84-85861-01-9, ISBN 978-84-226-1300-8 e ISBN 978-84-226-1804-1
- El año que murió Franco. (1985) ISBN 978-84-01-33285-2
- La rosa y el capullo: cara y cruz del felipismo. (1989) ISBN 978-84-320-7542-1
- El mundo en mis manos. (1991) ISBN 978-84-253-2248-8
- España sin proyecto: la década felipista. (1993) ISBN 978-84-460-0205-5
- David contra Goliat: jaque mate al felipismo. (1995) ISBN 978-84-7880-539-6
- Amarga victoria: la crónica oculta del histórico triunfo de Aznar sobre González. (2000) ISBN 978-84-08-03653-1 e ISBN 978-84-9734-427-2
- El desquite: los años de Aznar (1996-2000). ISBN 978-84-9734-181-3
- Mis 100 mejores cartas del director: 25 años en la vida de España (1980-2005). ISBN 978-84-9734-329-9
- El primer naufragio. (2011) ISBN 978-84-9970-080-9
- La desventura de la libertad. (2014) ISBN 978-84-9060-123-5